# Neeskens Kebano
Neeskens Kebano, född 10 mars 1992, är en kinshasa-kongolesisk fotbollsspelare som spelar för emiratiska Al Jazira.

## Klubbkarriär
Den 26 augusti 2016 värvades Kebano av Fulham, där han skrev på ett treårskontrakt med option på ytterligare ett år. Den 1 februari 2021 lånades Kebano ut till Middlesbrough på ett låneavtal över resten av säsongen 2020/2021.
Den 8 juli 2023 värvades Kebano av emiratiska Al Jazira.